# PRIM1
Подјединице 1 ДНК примаже је ензим који је код људи кодиран PRIM1 геном.